# Świelino
Świelino [ɕfjɛˈlinɔ] (Schwellin của Đức) là một ngôi làng thuộc khu hành chính của Gmina Bobolice, thuộc quận Koszalin, West Pomeranian Voivodeship, ở phía tây bắc Ba Lan. Nó nằm khoảng 16 kilômét (10 mi)   phía tây Bobolice, 24 km (15 mi) phía đông nam Koszalin và 135 km (84 mi) về phía đông bắc của thủ đô khu vực Szczecin.
Trước năm 1945, khu vực này là một phần của Đức. Đối với lịch sử của khu vực, xem Lịch sử của Pomerania.
Ngôi làng có dân số 320 người.